# アリエ・エルダド
アリエ・エルダド（1950年5月1日- ヘブライ語:אריה אלדד)は、イスラエルの政治家。学者。強いイスラエル所属。父は著名な哲学者であり、イスラエル建国前に存在した地下武装組織「レヒ」の理論的指導者であったイスラエル・エルダド。

## 来歴
テルアビブで五人の子供のうちの一人として生まれる。政治家になる前は彼は医師・大学教授として働いていた。

## 政界進出
2003年のクネセト選挙で国家統一党から出馬し、初当選。以降選挙で当選を重ね、現在に至る。
2007年、彼は新党「ハティクヴァ」を結党し、党首となる。国家統一党には構成党の一つとして留まった。
2012年11月13日、国家統一党を離れ、新党「強いイスラエル」をミハエル・ベン＝アリ、バールーフ・マーゼルらと旗揚げ。

## 政治姿勢
彼の政治姿勢は極めて右翼的なことで知られる。彼は、ゼエヴ・ジャボチンスキーが掲げていた修正シオニズムに忠誠を誓っており、ガザ地区撤退計画にはエフィ・エイタムなど、国家統一党の同志たちとともに強硬に反対した。また、ガザ地区撤退計画が実行に移された際にイスラエル国防軍兵士による入植者の暴力を伴った強制的排除に反対した。
エルダドは、パレスチナとの妥協には一切反対の姿勢を貫いており、エレツ・イスラエル（イスラエルの地）をユダヤ人の手で守るために積極的にイスラエルが占領しているパレスチナの土地へのユダヤ人たちの入植推進を提言している（ただしこれは国際法違反である）。
2009年、エルダドはパレスチナ人にヨルダン・ハシミテ王国の市民権を与えることを公式にヨルダンの外務大臣に提案した。これはすなわち、パレスチナ人はヨルダン人であるという姿勢を示したことである。ちなみに、パレスチナ解放人民戦線の構成員に2001年に暗殺された国家統一党所属のレハバム・ゼエビ議員もまったく同様の考えを生前示していた。
エルダドは、パレスチナにある武装組織「ハマース」などといった過激派の有無に関係なく、アラブ諸国との和平は永遠に不可能であるという考えを持っている。彼は、イスラエルの大学での講義で「唯一の『占領』とは、アラブによる7世紀にわたるイスラエルの地の占領である」「もし私がヘブロンの占領者だというのなら、私は占領下のテルアビブにいた」などと述べている。
エルサレム神殿の再建も夢見ており、その際には岩のドームやアル＝アクサー・モスクを移動させるよう主張している。ちなみに、エルサレム神殿の再建はアリエの父、イスラエル・エルダドが所属していた「レヒ」の目標でもあった。

## 発言
2010年、イラン大統領マフムード・アフマディーネジャードがレバノンを訪問した際、エルダドは「もし一部のユダヤ人兵士が1939年にヒトラーを連れ出していたならば、歴史は異なっていただろう。もしアフマディーネジャードが我々に石を投げつけに来たときは、イスラエル国防軍のライフルの照準に（アフマディーネジャードを）収め、そして、奴を生きて帰してはならない」と発言した。

## その他の活動
自身の公式サイトに盟友の極右政治家ミハエル・ベン＝アリとともに、パレスチナの旗を燃やしている写真をアップロードしている。